# Jazz (Transformers)
Jazz (chiamato in Giappone Meister e in Italia Tigre) è uno dei membri più attivi della fazione degli Autobot di Cybertron durante la prima serie del cartone animato.

## Animazione

### Transformers Generation 1

#### Transformers (serie animata) (1984-1987)
Jazz è uno dei membri principali dell'equipaggio dell'Arca al comando di Optimus Prime, fuggiti da Cybertron e precipitati sulla Terra 4 milioni di anni fa e risvegliati poi nel 1984 a seguito dell'eruzione di un vulcano. La sua modalità veicolo originale è una Martini Porsche 935 turbo vettura da corsa bianca con livrea a strisce rosse, azzurre e blu dello sponsor Martini Racing. Grazie alle sue incredibili capacità di reazione ricopre il ruolo di braccio destro di Optimus Prime. Padrone di sé, Jazz è il capo delle operazioni speciali, sempre coadiuvato da una "rosa" (roster) di agenti scelti tra i suoi compagni Autobot. Dà spesso gli incarichi più pericolosi a sé stesso, non è una questione di ego ma, semplicemente perché lui è uno dei migliori membri. La sua personalità è molto aperta e alla mano, poiché ha molta curiosità per le culture estranee; è particolarmente affascinato da quella umana, tanté che Optimus Prime lo incarica di agire più volte come ambasciatore o tramite con i terrestri. Dimostra di avere grande interesse verso ogni forma di cultura terrestre e in particolare nutre una smodata passione per la musica terrestre di tutti i tipi e assimila facilmente il modo di parlare e lo "slang" degli esseri umani. La sua capacità di pensiero laterale lo mette a volte in conflitto con Prowl, lo stratega militare, che pensa invece in modo strettamente logico. Possiede inoltre due altoparlanti con i quali è in grado di riprodurre musica ed effettuare potenti attacchi sonici per distrarre il nemico.

#### Lungometraggio "The Transformers: The Movie" (1986)
Nel lungometraggio "The Transformers: The Movie" del 1986 poi, durante il massiccio attacco dei Decepticons ad Autobot City sulla Terra nel 2005, mentre Optimus Prime guidava assieme a Sunstreaker lo shuttle con a bordo i Dinobot come rinforzi per la battaglia, Jazz veniva lasciato assieme a Cliffjumper sulla base Autobots su una delle due lune di Cybertron, la “Base Lunare Uno” o “Luna Alpha”. Quando il gigantesco demone robot Unicron attaccava e divorava le due lune, nell'inutile tentativo di fuggire assieme al compagno con una navicella, finiva lo stesso risucchiato al suo interno; in seguito, assieme ad egli e ad altri suoi compagni, riusciva per vie traverse ad uscirne poco prima che il titanico robot venisse fatto esplodere dal potere della Matrice comandata da Rodimus Prime.

### Transformers Animated (2007-2009)
Nel Dicembre 2007 su internet erano trapelati dei disegni di un robot dall'aspetto molto simile al personaggio di Jazz, debuttando sul tema "La Guardia d'Elite", ideato per la serie televisiva "Transformers Animated", realizzata in computer grafica e trasmessa poi dal 2007 al 2009. In questa serie Jazz è per l'appunto un membro della Guardia d'Elite di Cybertron, un ninja Cybertroniano, altamente addestrato e dall'armamentario in dotazione tecnologicamente avanzato, infatti piuttosto che le stelle ninja, preferisce brandire dei nunchaku laser, e usa spesso le sue mosse in battaglia. Lui è più avanzato di Prowl, altro Autobot-ninja, anche se è ancora impressionato dalle competenze di quest'ultimo. La sua personalità complessiva riflette quella della sua incarnazione della vecchia serie Generation 1, inoltre lui è sempre abbastanza aperto quando si tratta di esseri umani e della loro cultura. Oltre che un grande combattente, Jazz dimostra di essere anche un pensatore indipendente, infatti, nonostante sia riluttante a disubbidire agli ordini e sia preciso nell'eseguirli, sovente preferisce concentrarsi su argomenti di una certa levatura intellettuale. Questo si riflette nella modalità veicolo che ha scelto per se stesso, una raffinata vettura da corsa bianca dalla linea accattivante, derivata dallo stile terrestre (che ricalca quella della Martini Porsche 935 della Serie G1). Nella seconda stagione, in quanto membro principale della Guardia d'Elite cybertroniana assieme ad Ultra Magnus e a Sentinel Prime, giunge con essi in missione sulla Terra per recuperare alcuni frammenti dell'Allspark.

### Transformers: Robots in Disguise (2015-2017)
Nella serie animata "Transformers: Robots in Disguise", prodotta in computer grafica e distribuita dal 2015 al 2017, Jazz è un importante membro degli Autobots, esperto nel combattimento, furbo ed intelligente, nonché amico di vecchia data di Bumblebee. Egli mantiene sempre una mentalità molto aperta e un notevole acume verso tutto ciò che lo circonda, inoltre adora la cultura terrestre, soprattutto la musica pop, ed è in grado di lanciare onde soniche, analogamente a quanto faceva la sua controparte della serie G1. Assume la forma di una futuristica auto sportiva bianca con decorazioni a strisce azzurre e rosse, che ricordano vagamente la livrea dello sponsor Martini Racing della classica Porsche 935 comparsa sempre nella serie G1. Viene mandato dall'Alto Consiglio di Cybertron sulla Terra per assicurarsi che l'incidente della navicella/prigione Alchemor non abbia comportato troppi danni. Una volta giunto, si incontra con Sideswipe e poi con lo stesso Bumblebee, con i quali si scambia informazioni; in seguito, assieme ad essi, contribuisce a catturare il Decepticon Ped. In seguito, quando il Team Bee deve assentarsi per ritornare su Cybertron, si unisce e resta sulla Terra con il nuovo Team Prime, assieme ad Optimus Prime, a Ratchet, a Windblade e a Bulkhead.

## Cinema
Appare nel primo film "Transformers" diretto da Michael Bay nel 2007 dove fa parte del gruppo scelto al comando di Optimus Prime precipitato sulla Terra sotto forma di meteoriti dopo aver risposto al segnale di aiuto inviato da Bumblebee; dopo aver impattato attraverso un campo da baseball e dopo aver scansionato una concessionaria di auto lussuose al fine di scegliere per se stesso una modalità veicolo, si trasforma in una Pontiac Solstice di colore grigio metallizzato.
Risulta essere l'Autobot dalle dimensioni inferiori, ciò nonostante è uno dei più coraggiosi ed impavidi, compensando la differenza di taglia con la sua ottima agilità e con la sua grande rapidità decisionale in battaglia; inoltre è equipaggiato con un visore termico simile a quello già visto nella serie G1, con dei generatori di campi magnetici posti sulle sue mani e con cannoni blaster a fotoni. Dimostra anche di essere l'Autobot più allegro, amichevole e disinvolto, oltre ad avere grandi capacità comunicative, grazie alla sua parlata sciolta, arricchita dai modi di dire dello "slang" terrestre, che sfoggia nel primo incontro con gli umani Sam Witwichy e Mikaela Banes, ai quali Optimus Prime rivela che egli ha imparato direttamente dal nostro "World Wide Web".
Nel corso del film si prodiga sempre con coraggio per aiutare gli umani. Quando Sam e Mikaela vengono catturati dall'organizzazione "Settore 7", Jazz usa i suoi dispositivi magnetici per disarmare gli agenti che li tengono sotto tiro. In seguito, quando la città di Mission City viene messa sotto attacco dai Decepticons, si lancia con impeto tra le strade piene di macerie assieme ai suoi compagni Autobots, correndo in modalità veicolo, attirando su di se il fuoco d'artiglieria di Starscream e di Brawl (aka Devastator) distraendoli, permettendo all'esercito americano di ritirarsi e preparare una controffensiva. Nella battaglia finale a Mission City ingaggia con grande coraggio un duello impari contro Megatron, il capo dei Decepticon, in cima ad un grattacielo ma, viene ucciso spezzato in due da quest'ultimo alla fine del film. I suoi resti raccolti dai suoi compagni vengono poi portati ad Optimus Prime che ne elogia le gesta.
Al contrario, nella serie animata, Jazz/Tigre era uno dei personaggi più longevi, apparendo in tutte e quattro le serie trasmesse in Italia e sopravvivendo agli eventi del lungometraggio d'animazione.
Jazz compare nuovamente nel film d'animazione Transformers One del 2024, dove è un robot minatore impiegato assieme a molti altri suoi colleghi nell'estrazione di energon dalle profondità del pianeta Cybertron.

## Giocattoli
Di questo incredibile personaggio nel corso degli anni sono stati realizzati tantissimi giocattoli per bambini e numerosissime riproduzioni pregevoli e accattivanti per il mercato collezionistico.